# Oclusiva velo-labial sorda
La oclusiva velo-labial sorda es un tipo de sonido consonántico , utilizado en algunos idiomas hablados . Es una [k] y una [p] pronunciadas simultáneamente. Para hacer este sonido, se puede decir Coe pero con los labios cerrados como si se estuviera diciendo Poe ; los labios deben soltarse al mismo tiempo o una fracción de segundo después de la C de Coe . El símbolo en el Alfabeto Fonético Internacional que representa este sonido es ⟨ k͡p ⟩ .
La oclusiva labial-velar sorda se encuentra en vietnamita y en varios idiomas de África occidental y central. En yoruba se escribe con una simple ⟨p⟩ .

## Características
- Su modo de articulación es oclusiva , lo que significa que se produce al obstruir el flujo de aire en el tracto vocal. Dado que la consonante también es oral, sin salida nasal , el flujo de aire se bloquea por completo y la consonante es oclusiva .

- Su punto de articulación es labial-velar , lo que significa que se articula simultáneamente con los labios y con la parte posterior de la lengua (el dorso) contra el paladar blando (el velo). El cierre dorsal se realiza y suelta un poco antes que el cierre labial, pero se superponen durante la mayor parte de su duración.

- Su fonación es sorda, lo que significa que se produce sin vibraciones de las cuerdas vocales.

- Es una consonante oral , lo que significa que el aire solo puede escapar por la boca.

- Es una consonante central , lo que significa que se produce al dirigir la corriente de aire a lo largo del centro de la lengua, en lugar de hacia los lados.

- El mecanismo de la corriente de aire es pulmonar , lo que significa que se articula empujando el aire únicamente con los músculos intercostales y el diafragma , como en la mayoría de los sonidos.

## Ocurre en
El sonido oclusivo se encuentra presente en las siguientes lenguas: Igbo, ibibio, adangme, ega, kalabari, mono, tyap,
yoruba, saramaka, vietnamita